# Fikret Amirov
Fikrat Mashadi Jamil oghlu Amirov (in azero Fikrət Məşədi Cəmil oğlu Əmirov; Gəncə, 22 novembre 1922 – Baku, 20 febbraio 1984) è stato un compositore azero del periodo sovietico. Fikrat vinse, nella sua vita, molti dei maggiori premi sovietici tra cui il premio Narodnyj artist (1965), il Premio Stalin di seconda categoria (1949) e il Premio di Stato dell'Unione Sovietica nel 1980.

## Biografia
Fikrat Amirov nacque il 22 novembre 1922, figlio del noto cantante, suonatore di tar e compositore Mešedi Džamil' Amirov.
Studiò tar nell'Istituto musicale di Gəncə e in seguito nell'Accademia musicale Asaf Zeynally di Baku dove studiò composizione. Nel 1939 si iscrisse al conservatorio di Baku e divenne allievo di Boris Isaakovič Zejdman, un altro noto compositore sovietico e di Gadžibekov con cui studiò musica popolare azera.
All'inizio della guerra Amirov fu mandato al fronte ma fu rimandato a casa dopo essere stato ferito. Negli anni 1942-1945 ottiene la carica di direttore e direttore artistico della filarmonica e anche di direttore dell'Accademia musicale della sua città natale.

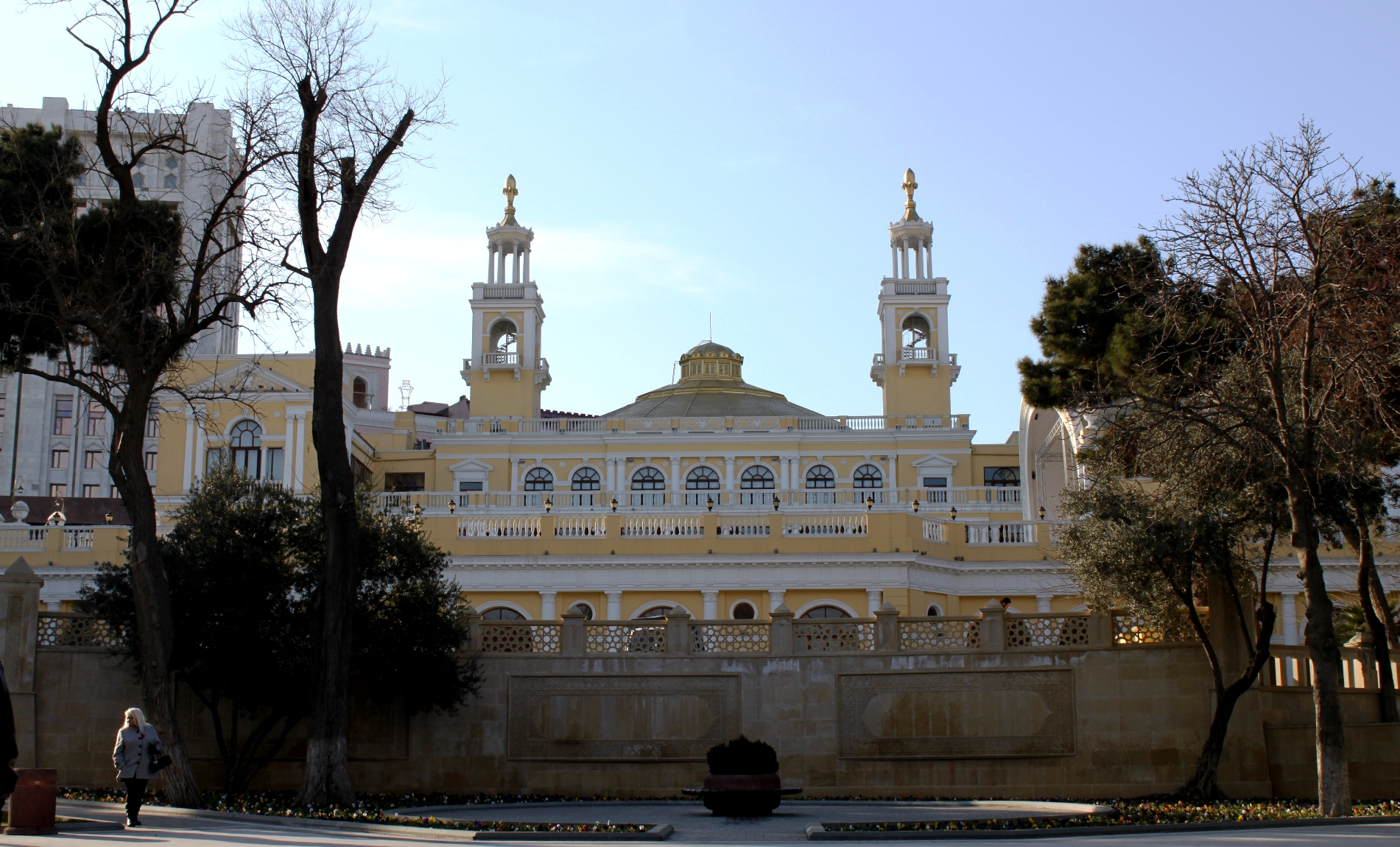
Palazzo della Filarmonica azera, presso cui Amirov fu direttore

Nel 1945 continuò a formarsi e tre anni dopo completò gli studi di conservatorio presentando come tesi conclusiva dei suoi studi l'opera "Ulduz". Nel 1946-1947 diventa direttore della Filarmonica statale azera A.M. Magomaeva e dal 1956-1959 direttore del Teatro nazionale azero M.F. Achundova.
Nella sua produzione Amirov utilizzò attivamente il repertorio della musica popolare azera, le sue melodie e i suoi ritmi e i principi del Mugam, combinando tutto in maniera organica e arricchendoli con il suo talento nelle variazioni e nella polifonia.
Fu anche segretario della direzione dell'Unione dei compositori azeri (dal 1956) e dell'Unione dei compositori dell'Unione Sovietica (dal 1975) oltre che membro corrispondente dell'Accademia nazionale delle scienze dell'Azerbaigian.
Sul piano politico fu anche membro del Partito Comunista dell'Unione Sovietica e deputato dalla IV alla VII convocazione oltre che membro attivo dei più alti organi della Repubblica Socialista Sovietica Azera a partire dal 1947.
Un anno prima di morire scrisse anche un libro, В мире музыки, "Nel mondo della musica" (1983). Morì nel 1984 e il suo funerale su celebrato come funerale di stato con un corteo sulla via principale di Baku.

## Premi e onorificenze
- Premio Stalin (1949)
- Artista del popolo azero (1958)
- Narodnyj artist SSSR (1965)
- Premio Lenin per il Komsomol azero (1967)[2]
- Due volte Ordine della Bandiera rossa del lavoro (1967-1971)
- Premio di Stato comunista dell'Azerbaigian (1974)
- Premio di Stato dell'Unione Sovietica (1980)
- Eroe del lavoro socialista (1982)
- Due volte premio dell'Ordine di Lenin (1959-1982)
- Numerosi altri riconoscimenti e medaglie